# Moyenmoutier
Moyenmoutier és una població francesa, a la regió del Gran Est, departament dels Vosges, al districte de Saint-Dié-des-Vosges i Cantó de Senones.